# Gävlemasten

Gävlemasten är en 326 meter hög TV-mast i Gävle kommun. Den restes på 1960-talet vid det militära övningsfältet vid Skogmur, strax sydväst om centrala Gävle invid E4:an. Masten syns vida omkring och masten är bland det första man ser av Gävle när man till exempel färdas på E4 norrut, söder om Gävle.
För att komma upp i masten åker man hiss upp till en plattform. Den resterande biten får man klättra i en stege. Allmänheten har dock inte tillträde till masten som är inhägnad och ett skyddsobjekt.
Masten i Gävle var tillsammans med sändaren på Gotland samt sändaren i Motala, de första att gå över till digital-TV i etapp 1, hösten 2005.
Gävlemasten sänder för närvarande ut följande kanaler:
| Nät   | Kanal | Kanalutbud |
| ----- | ----- | --- |
| MUX 1 | 27    | Barnkanalen, Kunskapskanalen, SVT1, SVT1 Tal txt, SVT2 GävleDala, SVT2 Tal txt, SVT2 Uppland, SVT24 GävleDala |
| MUX 2 | 24    | CNN, TV4 Fakta, TV4 Film, TV4 Gävle, TV4 Plus, TV400, TV6                                                     |
| MUX 3 | 32    | Canal+ First, Canal+ Hits, Canal+ Sport1, Disney Channel, Kanal 5, TV3, TV8, VH1                              |
| MUX 4 | 30    | Animal Planet, Comedy Central, Discovery, Eurosport, Kanal 9, MTV, Nickelodeon, ztv.se                        |
| MUX 5 | 46    | Axess TV, Canal 7, SILVER, TCM, TV4 Sport                                                                     |

På 1960-talet sändes även radioprogram på mellanvåg från denna station.